# Кристин Кашор
Кристин Кашор (на английски: Kristin Cashore) е американска писателка на бестселъри в жанра фентъзи.

## Биография и творчество
Кристин Кашор е родена на 10 юни 1976 г. в Бостън, САЩ. Втората от четири дъщери в семейството. Израства в Североизточна Пенсилвания и е силно привързана към четенето на книги. Получава бакалавърска степен от Колежа „Уилямс“ в Уилямстаун, Масачузетс. След това учи една година в Сидни. Работи на различни временни работи в Ню Йорк, Бостън, Кеймбридж, Остин, Пенсилвания, Италия, Джаксънвил и Лондон. Получава магистърска степен от Центъра за изследване на детска литература в Колежа „Симънс“ в Бостън. След дипломирането си работи като редактор и сътрудник в различни издателства.
Дебютният ѝ роман „Даровита“ от фентъзи поредицата „Седемте кралства“ е публикуван през 2008 г. Главната героиня Катса е част от сектата на Даровитите и притежава свръхчовешки качества, като може да убие човек с голи ръце. Дарбата ѝ е експлоатирана от чичо ѝ, който е крал на Мидлънс. Срещайки даровитият боец По започва да открива истината за себе си и света, в който живее. Разказът, включващ насилие, скръб, варварска доброта, героизъм и мрачна красота, бързо става бестселър. Книгата е номинирана за различни награди и е удостоена с наградата за фентъзи „Митопоетик“.
Следват романите от поредицата „Огнена“ и „Лазурна“, които също стават бестселъри. Книгата „Огнена“ е удостоена с наградата „Амелия Елизабет Уолдън“, а „Лазурна“ е определена за Книга на годината от „Пъблишърс уикли“ и Американската библиотечна асоциация.
Кристин Кашор живее със семейството си в Аудубон, окръг Камдън, Ню Джърси.

## Произведения

### Серия „Седемте кралства“ (Seven Kingdoms Trilogy)
1. Graceling (2008) – награда за фентъзи „Митопоетик“
Даровита, изд. „Емас“, София (2013), прев. Емилия Ничева-Карастойчева
2. Fire (2009)
Огнена, изд. „Емас“, София (2013), прев. Емилия Ничева-Карастойчева
3. Bitterblue (2012)
Лазурна, изд. „Емас“, София (2014), прев. Емилия Ничева-Карастойчева
4. Winterkeep (2021)
5. Seasparrow (2022)

### Самостоятелни романи
- Jane, Unlimited (2017)